# Pince à riveter

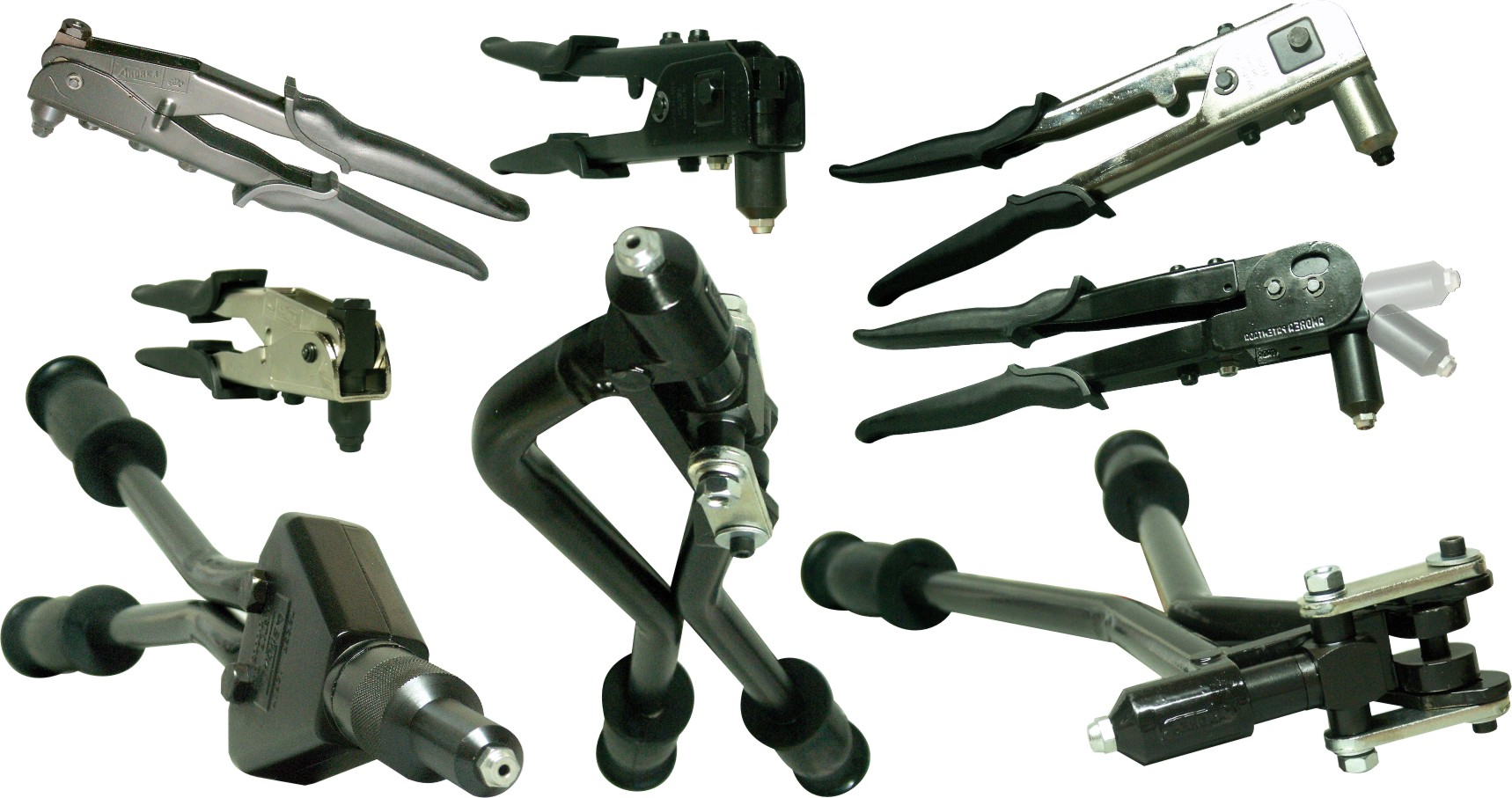
Huit pinces à rivets de différentes formes.

La pince à riveter est un outil de rivetage.